# 하프시코드

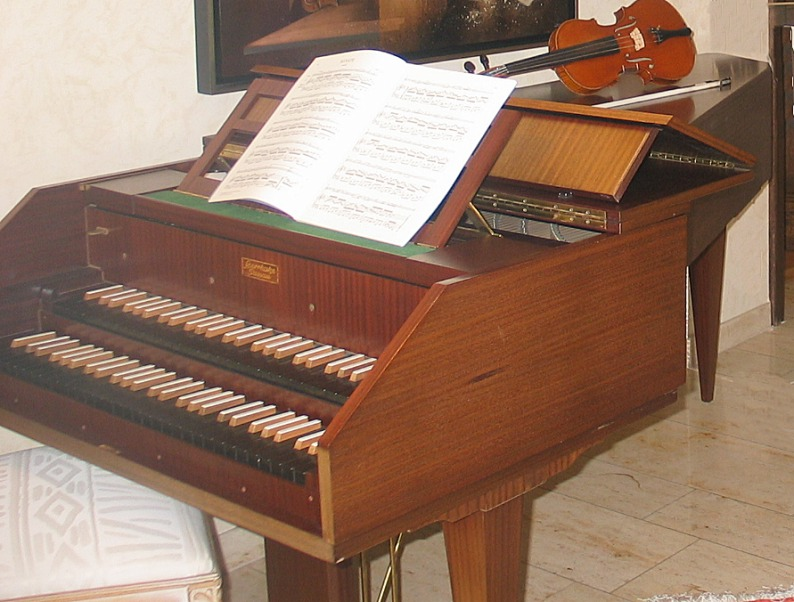
하프시코드의 모습

하프시코드(영어: harpsichord) 또는 쳄발로(독일어: Cembalo)는 피아노의 전신인 건반 악기이다. 하프시코드보다 작은 것으로 버지날, 스피넷, 클라비코드, 클라브생 등이 있다. 16세기부터 18세기에 걸쳐 가장 번성한 건반악기이다.
모양은 현재의 그랜드 피아노를 닮았다. 그러나 피아노와는 발음기구가 다르며, 피아노는 해머로 현을 치는 데 반해 쳄발로는 픽(플렉트럼)으로 현을 탄다. 픽은 새의 깃대(羽軸)라든가 또는 굳은 가죽조각으로 되어 있다.
클라비코드에 비하면 음은 예리하고 강하며, 음량도 풍부하지만 클라비코드나 피아노같이 건반의 터치로 음의 셈여림을 변화시킬 수는 없다. 이러한 결점을 보완하기 위하여 건반을 2단 또는 그 이상으로 하든가 또는 페달이나 스톱으로 음빛깔이나 음량을 변경할 수 있도록 하고 있다. 그러나 근본적으로 이 악기는 섬세한 셈여림의 변화나 크레센도 또는 디미누엔도가 불가능하다. 그럼에도 불구하고 동시에 많은 음을 낼 수 있는 악기로서, 바로크 시대의 음악에서는 19세기의 피아노같이 독주악기로서도, 또한 합주에서도 중심적 악기였다.

## 구조
하프시코드는 솔터리를 기계화시킨 것이다. 각 건반이 나무 막대, 즉 잭을 움직이며, 잭에는 깃대로 만든 플렉트럼이 장착되어 있다. 건반을 누르면 잭이 올라와서 플렉트럼이 현을 치고, 건반에서 손을 떼면 잭이 밑으로 내려가 플렉트럼이 빙 돌아오며 현에서 떨어지게 되어 있다. 잭이 내려가면 펠트 댐퍼가 현의 진동을 멈추게 된다. 현은 건반과 직선으로 붙어 있기 때문에 각 건반에 1개 이상의 잭을 설치하는 것이 가능하다. 따라서 각 음에 1개 이상의 현과 잭을 붙일 수 있다. 현의 한 세트는 콰이어라고 불린다. 스톱을 사용해 한쪽으로 잭을 몰아두면, 1개나 그 이상의 콰이어는 튕겨지지 않고 음향이 줄어든다. 현은 언제나 같은 방법으로 튕겨지므로 이 장치를 제외하면 연주자가 음향을 조절할 방법이 없다. 그러나 별도의 스톱을 사용해 소리를 변화시키는 다른 방법이 있다. 하프 스톱은 몇 개의 현을 묶음으로 만들어 피치카토 효과를 가져오며, 류트 스톱은 현 가장자리 가까운 쪽에 별도의 잭을 작동시켜 콧소리 같은 음을 만든다.

## 역사
하프시코드의 기원은 1397년까지 거슬러 올라가는데, 그해 클라비심발룸이라는 악기가 발명되었다는 기록이 피두아에 남아 있다. 이는 더 오랜 옛날의 현악기 침발륨에다가 오르간에 사용하고 있던 건반(claves)을 장치한 것을 의미한다. 이 명칭은 영국에서 버지널로 번역되었다. 쳄발로에 관한 최초의 정확한 보고는 1511년, 제바스티안 비르둥의 저서에 나타나 있다. 처음에는 가죽만으로 되어 있던 픽(pick)은 1500년경부터 새의 날개깃의 대(軸)가 가죽과 더불어 픽의 재료로 등장하였다.
이탈리아어의 아르피코르도에서 하프시코드라고 불리게 된 것은 1697년까지 일이다. 이것은 현을 튕겨 소리를 내는 최초의 악기였다. 이 방식은 버지널이나 스피넷에서도 이용되었다. 1607년대부터 이단 건반의 발달로 연주자는 연주를 중단하는 일 없이 큰 소리에서 작은 소리로 옮길 수 있게 되었다. 현존하는 가장 오래된 악기는 이탈리아에서 1515년에 만든 것도 있다. 이 악기의 건반은 1단으로 되어 있으며 별도의 바깥 상자가 있고 현은 한 세트밖에 없었다. 플랑드르의 하프시코드는 주로 16세기 중엽부터 17세기 말에 걸쳐 앤트워프의 루커스 일가가 만들었고 유럽에서 연주되었다. 무늬가 인쇄된 종이로 아름답게 꾸몄고 루벤스가 덮개 안쪽에 그림을 그린 것도 있다. 루커스의 많은 하프시코드는 후에 파스칼 타스킨이 프랑스를 대상으로 하여 개량하였고, 그는 프랑스 왕실 하프시코드 제작사인 블랑세가를 계승하여 이끌었다. 18세기 영국의 주요 제작자는 버컷 슈디로 1751년에는 존 브로드우와 제이콥 커크먼이 합류했다. 프랑스 악기가 정교하게 채색된 금색으로 장식되어 있던 것에 비해, 영국 하프시코드의 외관은 비교적 간소했지만 호두나무와 시카모아 단풍나무나 후에는 새틴우드와 마호가니로 아름답게 장식되었다.
18세기에 하프시코드를 개량하고자 하는 많은 시도가 있었다. 장 마리우스가 1700년에 만든 클라브생 브리세, 즉 접이식 하프시코드는 경첩이 있는 세 부분으로 되어 있었다. 이 세기에는 3개나 4개의 음역을 가진 대단히 큰 하프시코드도 나타났으며, 서로 다른 음색을 내기 위해 복잡한 스톱이 달려 있었다. 1769년에 슈디는 베네치안 스웰로 특허를 받았는데, 점점 세게나 점점 여리게를 만들기 위해 현과 공명판 위에서 마치 베네치아 블라인드처럼 여닫는 장치였다. 깃대 플렛트럼은 딱딱한 가죽으로 대체되었다. 1500년경부터 1800년경 사이에 여러 가지 형과 구조를 한 악기가 각기 다른 이름으로도 존재하였으나 크게 그랜드형과 업라이트형으로 나누어지며, 그랜드형 가운데 긴 날개를 가진 대형의 것을 하프시코드, 클라비쳄발로, 클라브생이라 하였고, 직사각형의 상자를 가진 것을 버지널 스피네토, 5각형 또는 사다리꼴을 한 것을 스피네토라고 하는 등 형태의 명칭은 복잡하다.
1768년 요한 크리스티안 바흐의 런던 공연은 즉석에서 피아노를 유행시켜 하프시코드는 종말을 맞이했다. 하프시코드 시대는 그 1824년까지도 더블린에서 만들어졌지만 표현이 훨씬 풍부하고 새로운 악기인 피아노에게 압도되었다. 1837년에 거의 소멸되어, 그해 피아노 연주자인 이그나즈 모스첼레가 런던에서 역사적 공연을 하려고 했으나, 연주 가능한 하프시코드를 찾기 어려웠다. 근대에 하프시코드가 복원되기 시작한 것은 1880년대로, 프랑스의 피아노 제작자인 레라르와 플레옐이 18세기 복제품을 만들었으며, 아널드 돌메치는 런던에서 르네상스와 바로크 음악을 고전 악기로 연주하는 공연을 시작했다.

## 같이 보기
- 클라비코드